# Begonia holosericea
Espèce
Synonymes
- Diploclinium holosericeum Teijsm. & Binn.[1]

Begonia holosericea est une espèce de plantes de la famille des Begoniaceae. Ce bégonia est originaire d'Indonésie. L'espèce fait partie de la section Petermannia. Elle a été décrite en 1863 sous le basionyme de Diploclinium holosericeum par Johannes Elias Teijsmann (1809-1882) et Simon Binnendijk (1821-1883), puis recombinée la même année dans le genre Begonia par les mêmes botanistes. L'épithète spécifique holosericea signifie « entièrement couverte de poils soyeux ».

## Répartition géographique
Cette espèce est originaire du pays suivant : Indonésie.